# Список національних есперанто-організацій
Список національних есперанто-організацій  - список організацій, діяльність котрих спрямована на поширення есперанто в рамках країни або регіону.

## Америка
- Аргентина: Аргентинський Есперанто-Союз (Argentina Esperanto-Ligo) Сайт
- Бразилія: Бразильський Есперанто-Союз (Brazila Esperanto-Ligo) Сайт
- Венесуела: Венесуельська Есперанто-Асоціація (Venezuela Esperanto-Asocio) Сайт [Архівовано 27 лютого 2011 у Wayback Machine.]
- Канада: Канадська Есперанто-Асоціація (Kanada Esperanto-Asocio) Сайт
- Колумбія: Колумбійський Есперанто-Союз (Kolombia Esperanto-Ligo) Сайт [Архівовано 3 липня 2011 у Wayback Machine.]
- Коста-Рика: Коста-Риканська Есперанто-Асоціація (Kostarika Esperanto-Asocio)
- Куба: Кубинська Есперанто-Асоціація (Kuba Esperanto-Asocio)
- Мексика: Мексиканська Есперанто-Асоціація (Meksika Esperanto-Federacio) Сайт [Архівовано 6 квітня 2011 у Wayback Machine.]
- Нікарагуа: Есперанто-клуб в Нікарагуа (Esperanto-Klubo de Nikaragvo)
- Перу: Перуанська Есперанто-Асоціація (Perua Esperanto-Asocio) Сайт
- США: Есперанто-США (Esperanto-USA) Сайт [Архівовано 23 лютого 2011 у Wayback Machine.]
- Уругвай: Уругвайська Есперанто-Спільнота (Urugvaja Esperanto-Societo)
- Чилі: Чилійська Есперанто-Асоціація (Ĉilia Esperanto-Asocio) Сайт [Архівовано 28 грудня 2010 у Wayback Machine.]

## Азія
- В'єтнам: В'єтнамське есперантське об'єднання (Vjetnama Esperanto-Asocio) Сайт
- Іран: Іранська Есперанто-Асоціація (Irana Esperanto-Asocio)
- Індонезія: Індонезійська Есперанто-Асоціація (Indonezia Esperanto-Asocio)
- Індія: Федерація Есперанто Індії (Federacio Esperanto de Barato)
- Камбоджа: Камбоджійська Есперанто-Асоціація (Kamboĝa Esperanto-Asocio)
- Китай: Китайський Есперанто-Союз (Ĉina Esperanto-Ligo) Сайт
  -  Гонконг: Гонконгівська Есперанто-Асоціація (Honkonga Esperanto-Asocio)
- Малайзія: Малайзійська Есперанто-Асоціація (Malajzia Esperanto-Asocio)
- Монголія: Монгольська Есперанто-Спільнота (Mongola Esperanto-Societo)
- Непал: Непальська Есперанто-Асоціація (Nepala Esperanto-Asocio) Сайт
- Пакистан: Пакистанська Есперанто-Асоціація (Pakistana Esperanto-Asocio (PakEsA))
- Сінгапур: Сингапурська Есперанто-Асоціація (Singapura Esperanto-Asocio)
- Таджикистан: Асоціація Есперантистів Таджикистану (Asocio de Esperantistoj de Taĝikio)
- Узбекистан: Есперанто-Центр (Esperanto-Centro)
- Філіппіни: Есперанто-Асоціація для філіппінців (Esperanto-Asocio por Filipinoj)
- Шрі-Ланка: Шрі-ланкійська Есперанто-Асоціація (Srilanka Esperanto-Asocio)
- Південна Корея: Корейська Есперанто-Асоціація (Korea Esperanto-Asocio) Сайт [Архівовано 6 серпня 2019 у Wayback Machine.]
- Японія: Японський Есперанто-Інститут (Japana Esperanto-Instituto) Сайт [Архівовано 12 лютого 2011 у Wayback Machine.]

## Африка
- Ангола: Ангольська Есперанто-Асоціація (Angola Esperanto-Asocio)
- Бенін: Асоціація Бенінських Есперантистів (Asocio de Beninaj Esperantistoj)
- Бурунді: Національна Есперанто-Асоціація Бурунді (ANEB)
- Ганна:: Ганський Есперанто-Рух (Ganaa Esperanto-Movado)
- Зімбабве: Зімбабвійський Есперанто-Інститут (Zimbabva Esperanto-Instituto)
- Камерун: Асоціація Есперанто в Камеруні (Asocio pri Esperanto en Kameruno)
- Кенія: Кенійська Есперанто-Асоціація (Kenja Esperanto-Asocio)
- Коморські Острови: Коморська Есперанто-Асоціація (Komora Esperanto-Asocio)
- Демократична Республіка Конго: Есперанто-Асоціація Демократичної республіки Конго (Demokratia Kongolanda Esperanto-Asocio)
- Кот-д'Івуар: Кот-д'Івуарская Есперанто-Асоціація (Kotdivuara Esperanto-Asocio)
- Мадагаскар: Мадагаскарські Есперанто-Об'єднання (Malagasa Esperanto-Unuiĝo)
- Малі: Маллійський Есперанто-Рух (Malia Esperanto-Movado)
- Нігер: Нігерський Есперанто-Клуб (Niĝerlanda Esperanto-Klubo)
- Нігерія: Есперанто-Федерація Нігерії (Esperanto-Federacio de Niĝerio)
- Танзанія: Танзанійська Есперанто-Асоціація (Tanzania Esperanto-Asocio) [1]
- Того: Об'єднання Того за Есперанто (Unuiĝo Togolanda por Esperanto) Сайт
- Чад: Есперанто-Асоціація Чаду (Ĉadia Esperanto-Asocio)
- ПАР: Есперанто-Асоціація Південної Африки (Esperanto-Asocio de Suda Afriko) Сайт

## Західна Європа
- Австрія: Австрійська Есперанто-Федерація (Aŭstria Esperanto-Federacio) Сайт [Архівовано 22 квітня 2011 у Wayback Machine.]
- Бельгія: Бельгійська Есперанто-Федерація (Belga Esperanto-Federacio (BEF)) Сайт [Архівовано 6 липня 2011 у Wayback Machine.]
- Велика Британія: Есперанто-Асоціація Британії (Esperanto-Asocio de Britio) Сайт [Архівовано 19 лютого 2011 у Wayback Machine.]
- Данія: Данська Есперанто-Асоціація (Dana Esperanto-Asocio) Сайт [Архівовано 28 грудня 2010 у Wayback Machine.]
- Німеччина: Німецька Есперанто-Асоціація (Germana Esperanto-Asocio) Сайт [Архівовано 14 лютого 2010 у Wayback Machine.]
- Греція: Грецька Есперанто-Асоціація (Helena Esperanto-Asocio) Сайт
- Ірландія: Есперанто-Асоціація Ірландії (Esperanto-Asocio de Irlando)
- Ісландія: Ісландська Есперанто-Асоціація (Islanda Esperanto-Asocio)
- Іспанія: Іспанська Есперанто-Федерація (Hispana Esperanto-Federacio) Сайт [Архівовано 13 січня 2011 у Wayback Machine.]
  -  Каталонія: Каталонська Есперанто-Асоціація (Kataluna Esperanto-Asocio) Сайт [Архівовано 17 березня 2011 у Wayback Machine.]
- Італія: Італійська Есперанто-Федерація (Itala Esperanto-Federacio) Сайт [Архівовано 22 квітня 2011 у Wayback Machine.]
- Люксембург: Люксембурзька Есперанто-Асоціація (Luksemburga Esperanto-Asocio) Сайт
- Мальта: Мальтійське Есперанто-Суспільство (Malta Esperanto-Societo)
- Нідерланди: Есперанто Нідерланди (Esperanto Nederland) Сайт
- Норвегія: Норвезька Есперантистська Ліга (Norvega Esperantista Ligo) Сайт [Архівовано 26 квітня 2011 у Wayback Machine.]
- Португалія: Португальська Есперанто-Асоціація (Portugala Esperanto-Asocio) Сайт
- Фінляндія: Есперанто-Асоціація Фінляндії (Esperanto-Asocio de Finnlando) Сайт [Архівовано 30 квітня 2011 у Wayback Machine.]
- Франція: Французьке Об'єднання за Есперанто (Unuiĝo Franca por Esperanto) Сайт [Архівовано 24 лютого 2011 у Wayback Machine.]
- Швеція: Шведська Есперанто-Федерація (Sveda Esperanto-Federacio) Сайт [Архівовано 23 лютого 2011 у Wayback Machine.]
- Швейцарія: Швейцарське Есперанто-Суспільство (Svisa Esperanto-Societo) Сайт [Архівовано 18 січня 2012 у Wayback Machine.]

## Центральна та Східна Європа
- Албанія: Албанський Есперанто-Союз (Albana Esperanto-Ligo)
- Вірменія: Вірменське Есперантське Об'єднання (Armena Esperantista Unuiĝo) Сайт
- Болгарія: Болгарська Есперанто-Асоціація (Bulgara Esperanto-Asocio) Сайт
- Боснія і Герцеговина: Есперанто-Ліга Боснії і Герцеговини (Esperanto-Ligo de Bosnio kaj Hercegovino) Сайт [Архівовано 13 травня 2021 у Wayback Machine.]
- Угорщина: Угорська Есперанто-Асоціація (Hungaria Esperanto-Asocio) Сайт
- Грузія: Грузинська Есперанто-Асоціація (Kartvelia Esperanto-Asocio)
- Латвія: Латвійська Есперанто-Асоціація (Latvia Esperanto-Asocio)
- Литва: Литовська Есперанто-Асоціація (Litova Esperanto-Asocio) Сайт [Архівовано 25 липня 2011 у Wayback Machine.]
- Північна Македонія: Македонський Есперанто-Союз (Makedonia Esperanto-Ligo)
- Польща: Польська Есперанто-Асоціація (Pola Esperanto-Asocio) Сайт [Архівовано 4 березня 2011 у Wayback Machine.]
- Росія: Російський союз есперантистів (Rusia Esperantista Unio) Сайт [Архівовано 12 липня 2013 у WebCite]
- Румунія: Есперанто-Асоціація Румунії (Esperanto-Asocio de Rumanio)
- Сербія: Сербський Есперанто-Союз (Serbia Esperanto-Ligo)
- Словаччина: Словацька есперанто Федерація (Slovakia Esperanta Federacio) Сайт [Архівовано 30 квітня 2011 у Wayback Machine.]
- Словенія: Словенський Есперанто-Союз (Slovenia Esperanto-Ligo) Сайт [Архівовано 30 серпня 2011 у Wayback Machine.]
- Україна: Українська Есперанто Асоціація (Ukrainia Esperanto-Asocio) Сайт
- Хорватія: Хорватська Есперанто-Союз (Kroata Esperanto-Ligo) Сайт [Архівовано 26 квітня 2011 у Wayback Machine.]
- Чехія: Чеська Есперанто-Асоціація (Ĉeĥa Esperanto-Asocio) Сайт [Архівовано 18 липня 2011 у Wayback Machine.]
- Естонія:: Есперанто-Асоціація Естонії (Esperanto-Asocio de Estonio)

## Океанія
- Австралія: Австралійська Есперанто-Асоціація (Aŭstralia Esperanto-Asocio) Сайт [Архівовано 25 жовтня 2015 у Wayback Machine.]
- Нова Каледонія: Новокаледонськими Есперанто-Асоціація (Nov-Kaledonia Esperanto-Asocio)
- Нова Зеландія: Новозеландська Есперанто-Асоціація (Nov-Zelanda Esperanto-Asocio) Сайт [Архівовано 24 липня 2011 у Wayback Machine.]

## Середній Схід і Північна Африка
- Ізраїль: Есперанто-Ліга в Ізраїлі (Esperanto-Ligo en Israelo) Сайт
- Ліван: Ліванська Есперанто-Асоціація (Libana Esperanto-Asocio)